# Neukom Elfe S4

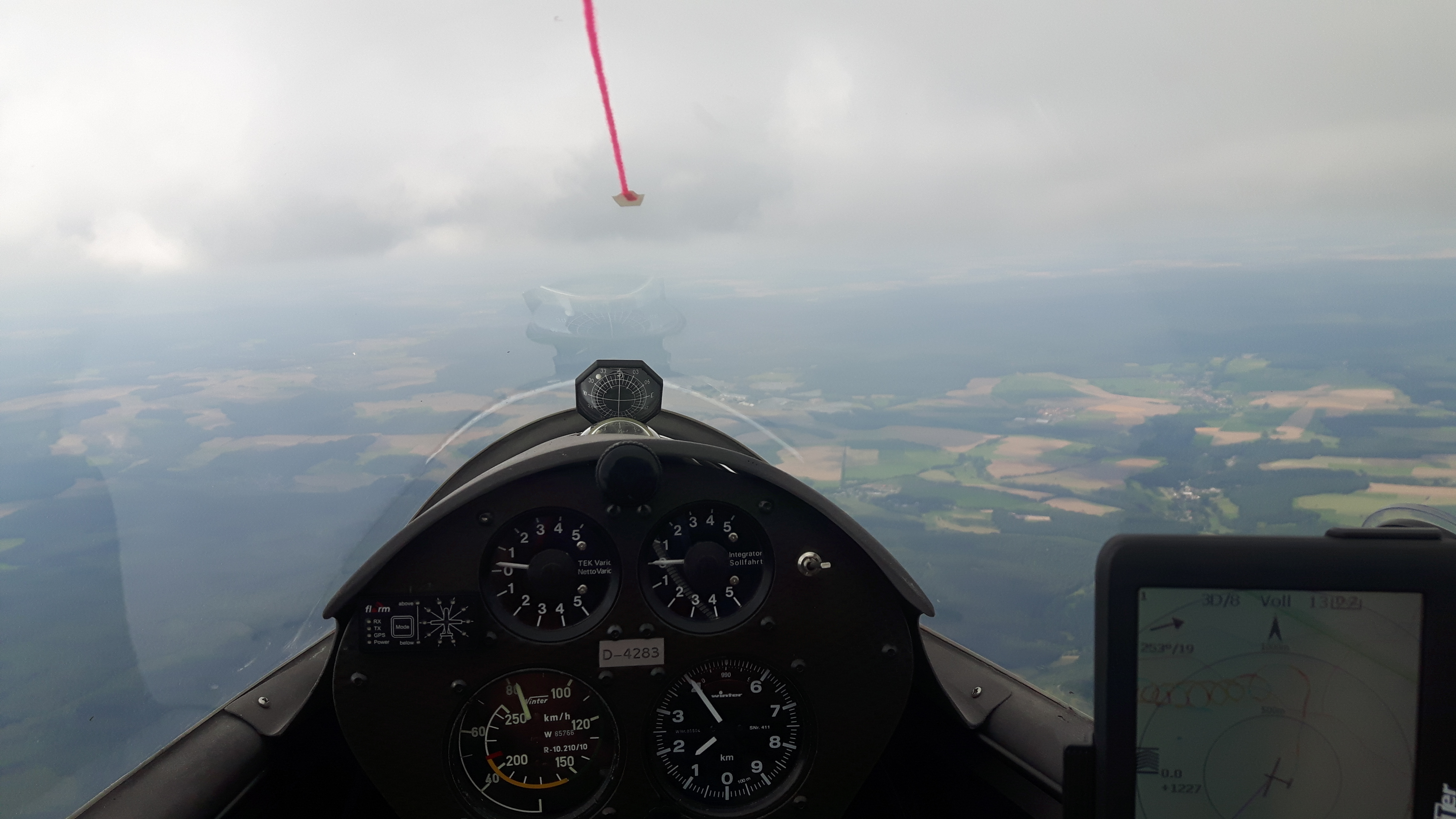
Cockpit Elfe S4A

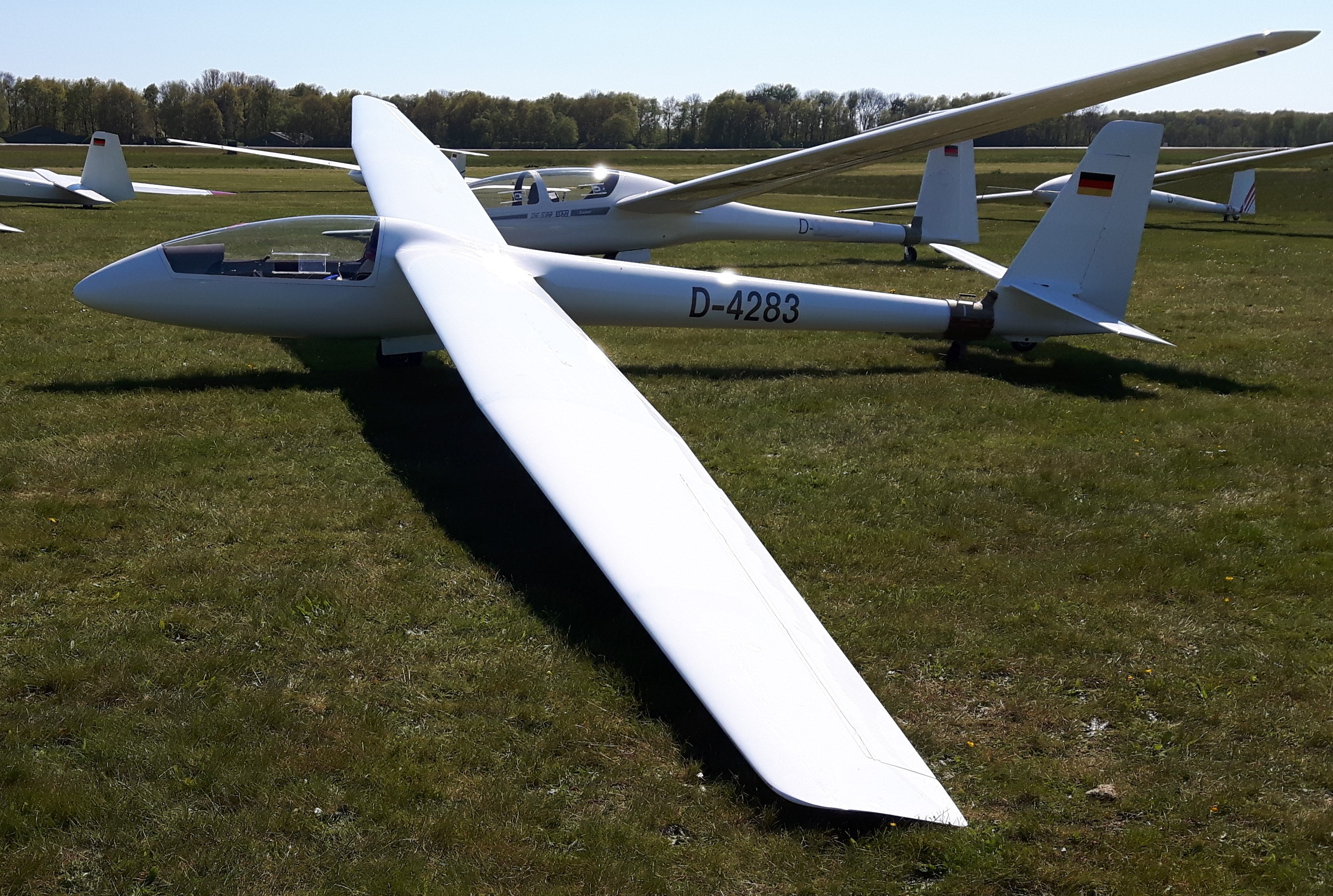
Elfe S4A

Die Elfe S4 ist ein Segelflugzeug, das von der schweizerischen Segelflugzeugbau A. Neukom entwickelt wurde. Es konnte als fertiges Flugzeug oder als Amateurbau bezogen werden.

## Konstruktion
Albert Neukom konstruierte die Elfe S4 im Jahr 1969 und stellte sie 1972 fertig. Sie ist ein einsitziges Leistungssegelflugzeug der Clubklasse. Es hat ein Einziehfahrwerk und ein Pendelhöhenruder. Die zweiteiligen Tragflächen mit einer Spannweite von 15 Metern sind aus einem Millimeter starkem Sperrholz in Sandwichbauweise mit Kartonwaben als Füllmaterial ausgeführt und verfügen über ein Wortmann-Profil. Die beste Gleitzahl des Flugzeugs beträgt 37,5 bei 95 km/h. Die Höchstgeschwindigkeit beträgt 210 km/h. Das Flugzeug ist nur für den nichtkommerziellen Einsatz zugelassen.
Die Elfe S4A ist in unterschiedlichen Versionen auf dem Markt. Einige Elfe S4 wurden mit einem gedämpften Höhenleitwerk modifiziert. Weiterhin gibt es Einzelstücke, welche mit Winglets ausgestattet sind.
Die Elfe S4D wurde durch die Jugendbildungsstätte (Jubi) Oerlinghausen hergestellt.

## Technische Daten
| Kenngröße                                 | Daten                                          |
| ----------------------------------------- | ---------------------------------------------- |
| Besatzung                                 | 1                                              |
| Länge                                     | 7,30 m                                         |
| Spannweite                                | 15,00 m                                        |
| Höhe (Seitenruder)                        | 1,40 m                                         |
| Flügelfläche                              | 11,8 m²                                        |
| Streckung                                 | 19                                             |
| mittlere Flügeltiefe (geometrisch)        | 0,79 m                                         |
| mittlere Flügeltiefe (aerodynamisch)      | 0,82 m                                         |
| Flügeleinstellwinkel zu Rumpfachse hinten | +3°                                            |
| Flügelprofil                              | Wortmann, von FX 61-163 auf FX 60-126 gestrakt |
| Rüstmasse                                 | 270 kg                                         |
| max. Startmasse                           | 350 kg S4(D) / 370 kg S4A                      |
| Gleitzahl                                 | 37,5                                           |
| Flächenbelastung                          | 31,2 kg/m²                                     |